# Estigmene senegalensis
Estigmene senegalensis är en fjärilsart som beskrevs av Rothschild 1933. Estigmene senegalensis ingår i släktet Estigmene och familjen björnspinnare. Inga underarter finns listade i Catalogue of Life.